# プロピン
プロピン（英: propyne）は、分子式 C3H4、構造式 CH3−C≡CH で表されるアルキンの一種である。メチルアセチレンとも言われる。構造異性体のアレンとともにガス溶接の際によく用いられる。

## ロケットエンジンの推進剤としての利用
現在のモノメチルヒドラジンと四酸化二窒素のシステムよりも安全で軽量なロケットエンジンの推進剤として、炭化水素と液体酸素による推進剤がヨーロッパで研究されてきた。その結果、酸化剤として酸素を用いるとプロピンの比推力は370秒に達することや、高い密度、高いエネルギー密度、適度な沸点を持つことなどから低軌道用の燃料としての利点が明らかとなってきた。
関連事項とプロピンの重合によって芳香環を作るレッぺ反応に関する問題が2013年の岐阜薬科大学の入試で出題されている。

## 有機化学での利用
プロピンは、3炭素の単位として有機合成に用いられる。濃いプロピンをn-ブチルリチウムと反応させると固体のプロピニルリチウムが得られる。これは求電子性の試薬で、ただちにカルボニル基に付加し、第二アルコールを生成する。純粋なプロピンは高価なため、この反応には混合ガスが用いられる。

### 註釈
1. ↑  "Prop-1-yne" mistake fixed in the errata Archived 2019-08-01 at the Wayback Machine.. The locant is omitted according to P-14.3.4.2 (d), p. 31 for propene and P-31.1.1.1, Examples, p. 374 for propyne.